# Humbug
Humbug es el tercer àlbum d'estudi del la banda anglesa d'indie rock Arctic Monkeys, publicat el 19 d'agost de 2009 per Domino Records. La banda va començar a compondre cançons per l'àbum a partir de l'estiu de 2008, i el va acabar completament a la primavera del 2009.
Com ja va passar amb el seu anterior àlbum, Favourite Worst Nightmare (2007), Humbug va ser llançat primer al Japó el 19 d'agost de 2009, seguit per Austràlia, Brasil, Irlanda i Alemanya el 21 d'agost de 2009. Posteriorment va ser llançat al Regne Unit el 24 d'agost de 2009, als Estats Units un dia després i a Grècia el 31 d'agost.

## Llista de cançons
La llista de cançons de Humbug va ser confirmada per la página del grup l'1 de juliol del 2009
Totes les lletres escrites per Alex Turner, totes les cançons foren compostes per Arctic Monkeys.
| Núm.          | Títol                  | Durada |
| ------------- | ---------------------- | ------ |
| 1.            | «My Propeller»         | 3:27   |
| 2.            | «Crying Lightning»     | 3:43   |
| 3.            | «Dangerous Animals»    | 3:30   |
| 4.            | «Secret Door»          | 3:43   |
| 5.            | «Potion Approaching»   | 3:32   |
| 6.            | «Fire And The Thud»    | 3:57   |
| 7.            | «Cornerstone»          | 3:17   |
| 8.            | «Dance Little Liar»    | 4:43   |
| 9.            | «Pretty Visitors»      | 3:40   |
| 10.           | «The Jeweller's Hands» | 5:44   |
| Durada total: | Durada total:          | 39:16  |

### iTunes Bonus Track
| Núm. | Títol                      | Durada |
| ---- | -------------------------- | ------ |
| 11.  | «I Haven't Got My Strange» | 1:31   |

### Versió Japonesa
| Núm. | Títol            | Durada |
| ---- | ---------------- | ------ |
| 12.  | «Red Right Hand» | 4:17   |

## Rendiment comercial
| Llistes (2009)                   | Posició |
| -------------------------------- | ------- |
| Australia (ARIA)                 | 2       |
| Austria (Ö3 Austria Top 40)      | 7       |
| Bèlgica (Ultratop)               | 1       |
| Dinamarca (Hitlisten)            | 4       |
| Finlàndia Albums Chart           | 11      |
| França (SNEP)                    | 1       |
| Alemanya (Media Control Charts)  | 4       |
| Grècia (Grecia Albums Chart)     | 17      |
| Irlanda (IRMA)                   | 1       |
| Itàlia (FIMI)                    | 17      |
| Japó (Oricon)                    | 3       |
| Holanda Netherlands Album Chart  | 2       |
| Nova Zelanda (RIANZ)             | 3       |
| Noruega (Noruega Albums Chart)   | 7       |
| Mèxic (México Albums Chart)      | 23      |
| Polònia Polish Albums Chart      | 49      |
| Portugal Albums Chart            | 7       |
| Espanya(PME)                     | 5       |
| Suècia Sverigetopplistan         | 12      |
| Suissa Albums Chart              | 7       |
| UK (The Official Charts Company) | 1       |
| US Top Independent Albums        | 1       |
| US Billboard 200                 | 15      |